# مونيكا غرين
مونيكا غرين (بالإنجليزية: Monica Green)‏ هي مؤرخة أمريكية، (و. م). كانت أستاذة تاريخ في جامعة ولاية أريزونا.